# Leopoldo de Gregorio

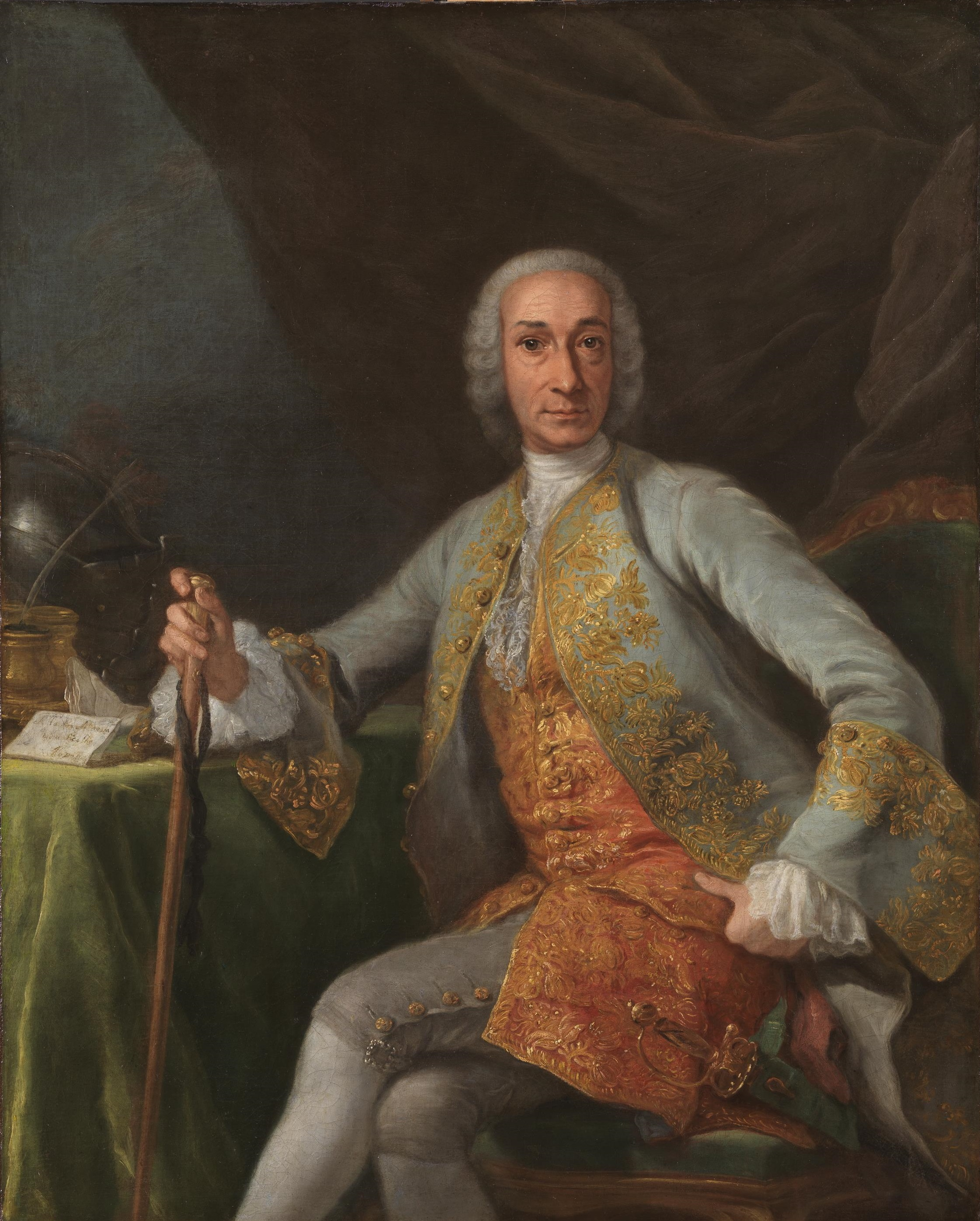
Giuseppe Bonito (1707–1789): Porträt des Markgrafen von 1759, Öl auf Leinwand, 128,5 mal 103,5 cm, Museo del Prado

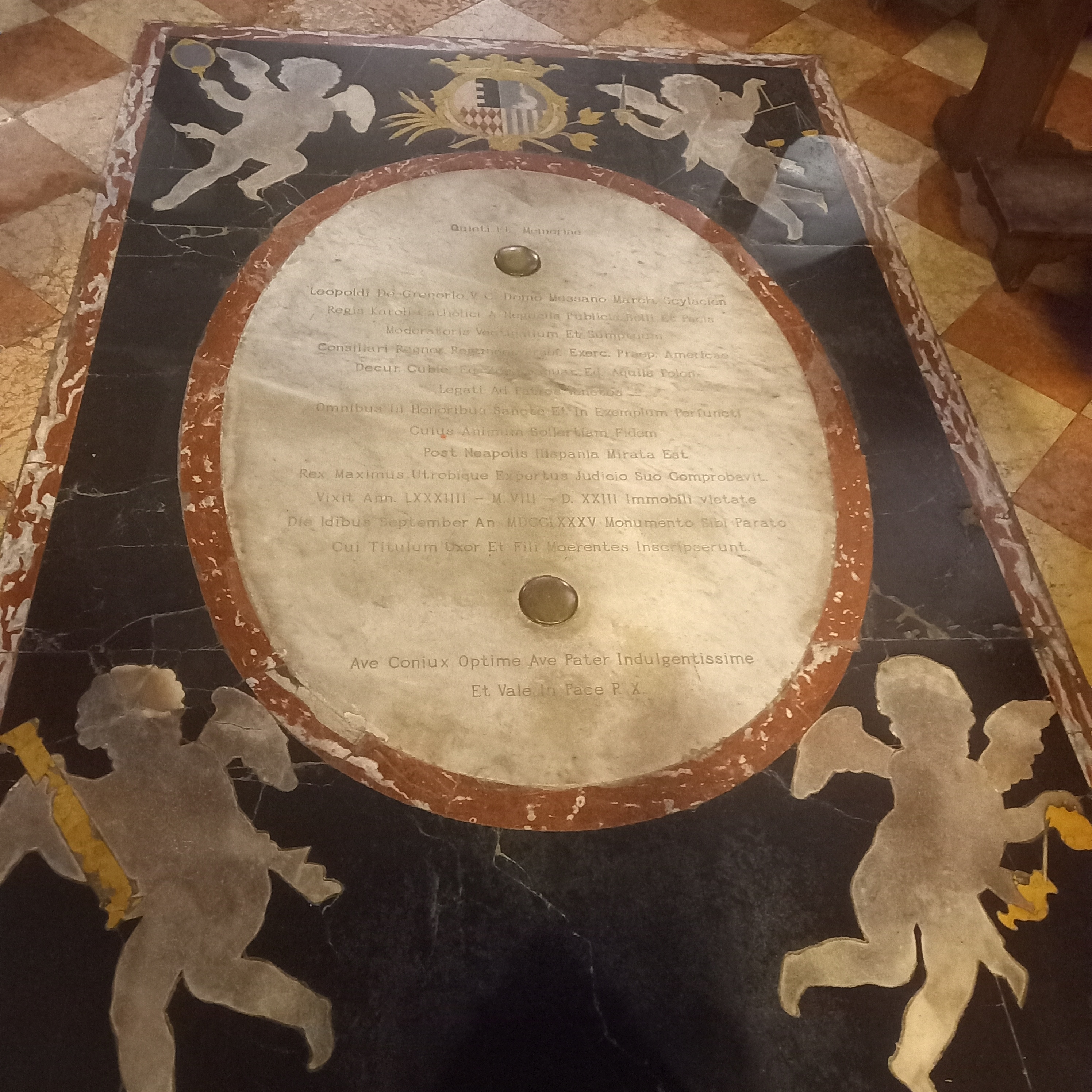
Das Grab von Leopoldo de Gregorio in der Kirche Santa Maria di Nazareth (Scalzi) in Venedig

Leopoldo de Gregorio, Markgraf von Squillace (italienisch: Marchese di Squillace; spanisch: Marqués de Esquilache) (* Dezember 1699 oder 1700 in Messina; † 15. September 1785 in Venedig), war ein Beamter und Minister in spanischen Diensten.

## Leben

### Frühe Jahre
Gregorio war von niederer Herkunft. Von seiner Jugend und Ausbildung ist wenig bekannt. Er arbeitete bis 1742 als Buchhalter für das Handelshaus Barretta und wechselte dann in den Dienst des neapolitanischen Heeres. Unter dem bourbonischen König Karl III., dem Sohn des spanischen Königs Philipp V. diente er als Quartiermeister für die Armee im Österreichischen Erbfolgekrieg.

### Minister in Neapel
1746 ernannte ihn König Karl zum Leiter der neapolitanischen Zollverwaltung und 1748 zum Finanzminister seines Königreiches. Unter dem Vorsitz des Aufklärers Bernardo Tanucci zählte Gregorio zu den energischen Kräften des engsten Beraterkreises, der Karls Reformbestrebungen in der Staatsverwaltung umsetzte. So erreichte Neapel eine Besteuerung der Kirchengüter und eine Entmachtung der adligen Großgrundbesitzer, die bis dahin die führende Rolle in der Politik des Königreiches gehabt hatten.
1755 erhob der König Gregorio in den Stand eines Markgrafen von Squillace; unter der spanischen Variante dieses Titels, Marqués de Esquilache, erlangte er Berühmtheit.

### Minister in Spanien
Als Karl 1759 den spanischen Thron erbte, blieb ein Teil seines Beraterstabs, darunter Tanucci, in Neapel, um die Fortführung der Reformpolitik unter Karls Sohn, Ferdinand zu sichern. Der Markgraf Esquilache aber folgte Karl nach Madrid. Er übernahm auch dort das Finanzministerium von Francisco Ruiz de Gaona, Graf von Valdeparaíso. Er heiratete eine Spanierin, María Verdugo.
Kurzzeitig übernahm er nach dem Rücktritt von Ricardo Wall auch das Kriegsministerium. Gemeinsam mit Zenón de Somodevilla y Bengoechea, Marqués de Ensenada, begann er das spanische Steuerwesen zu reformieren und auch den Adel, den Klerus und die Ritterorden in die Steuerpflicht zu nehmen. Esquilache hatte großen Einfluss auf den Monarchen, auch wenn er formell unter dem Premierminister Jerónimo Grimaldi stand. Esquilache war durchsetzungsstark und rücksichtslos in der Verfolgung seiner politischen Linie. Diplomatisches Geschick zählte nicht zu seinen Stärken. Im Sinne des aufgeklärten Absolutismus wollte er Spanien (wie zuvor Sizilien und Neapel) modernisieren. Er beschränkte die Macht des Klerus, verbot öffentliches Glücksspiel und das Tragen von Feuerwaffen.
Im Zuge dieser Modernisierungen wollte er auch das Erscheinungsbild Madrids dem Geist der Zeit anpassen. Zum einen geschah dies durch etliche Neubauten und städtebauliche Entwicklungen, die Karl III. anstoßen ließ. Zum anderen aber war ihm die Kleidung der Madrider Männer ein Dorn im Auge. Esquilache verbot das Tragen des traditionellen breitkrempigen Hutes (sombrero) und langer Mäntel. Stattdessen sollten die Madrider nach der französisch geprägten Mode der Zeit kurze Mäntel und Dreispitze tragen.
Dagegen revoltierte die Bevölkerung im März 1766, was allgemein bekannt als „Madrider Hutaufstand“ (spanisch; Motín de Esquilache, wörtlich: Esquilache-Aufstand) in die Geschichtsbücher einging. Der König musste vorübergehend nach Aranjuez fliehen, das Haus des Premierministers Grimaldi wurde verwüstet. Erst durch die Vermittlung von Kirchenvertretern (pikanterweise waren es ausgerechnet Jesuiten) ließ sich das Volk beruhigen. Esquilache wurde als Zugeständnis an die Aufständischen entlassen und floh nach Neapel.

### Späte Jahre
Von Neapel aus mühte sich Esquilache darum, bei Hofe rehabilitiert zu werden und wieder zu einem Amt zu gelangen. Erst 1772 gab man dem Drängen nach und sandte ihn als spanischen Botschafter nach Venedig. Dort starb er 1785.